# Haplochromis obliquidens
Haplochromis obliquidens es una especie de peces de la familia Cichlidae en el orden de los Perciformes.

## Morfología
Los machos pueden llegar alcanzar los 8,9 cm de longitud total.
```
Por su parte las hembras presentan un color más opaco que los machos
```

## Distribución geográfica
Se encuentra en el lago Victoria (África Occidental).